# Hemibystra gabela
Hemibystra gabela är en stekelart som beskrevs av Heinrich 1968. Hemibystra gabela ingår i släktet Hemibystra och familjen brokparasitsteklar. Inga underarter finns listade i Catalogue of Life.